# Франко-английское соглашение от 23 декабря 1917 года
Франко-английское соглашение от 23 декабря 1917 года (также англо-французская конвенция) — соглашение о разделе России на сферы влияния, заключённое в Париже 23 декабря 1917 года в связи с Октябрьской революцией в России и заключением между советским правительством и Германией перемирия на Восточном фронте, в результате чего Россия фактически вышла из войны.

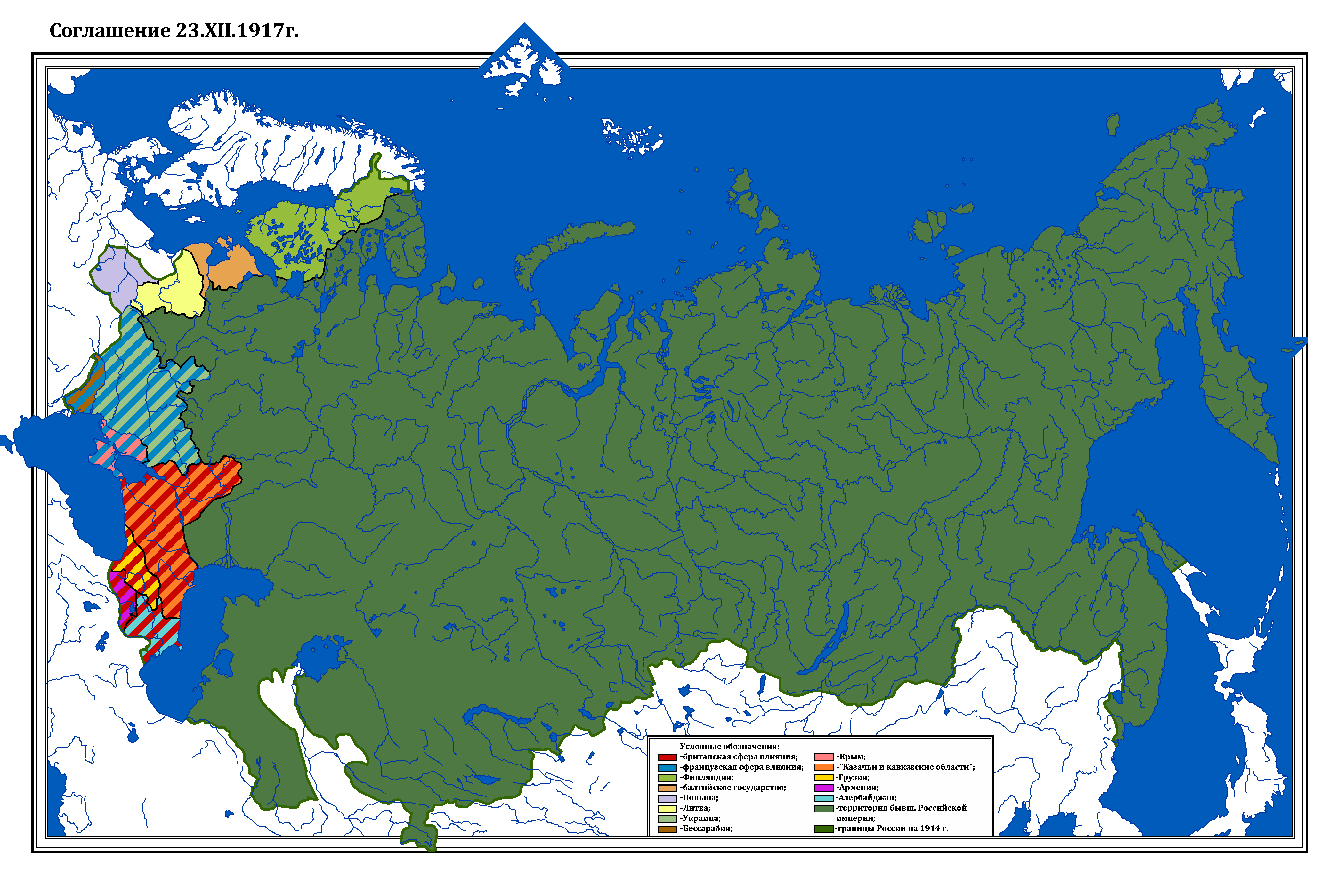
Соглашение о разделе России на сферы влияния

Меморандум, положенный в основу соглашения, был привезён в Париж заместителем британского министра иностранных дел Робертом Сесилем и министром без портфеля Альфредом Милнером. После утверждения Клемансо соглашение стало известно как англ. Convention between France and England on the subject of activity in Southern Russia.
Во французскую сферу влияния входили Украина, Бессарабия и Крым. Англия оставляла за собой право преимущественного влияния в «казачьих и кавказских областях», Армении, Курдистане, Грузии.
Было заявлено, что соглашение направлено исключительно против Центральных держав (Германии и её союзников); предполагалось избежать прямых столкновений с большевиками. Было также решено поддержать, но не признавать правительства Финляндии, прибалтийских государств, Украины, казачьих областей и Закавказья, которые добивались суверенитета от России.
Соглашение предполагало совместные расходы и совместный надзорный орган, хотя и признавало, что Франция уже выделила 100 миллионов франков на цели интервенции.

## Условия

### Франция
К Французской зоне влияния отходили:
- Украина — Волынская, Холмская, Киевская, Черниговская, Полтавская, Херсонская, Харьковская, Екатеринославская, Подольская губернии; Северная (материковая) Таврия, юг Минской губернии, юг Курской и Воронежской губерний.
- Крым
- Бессарабия

### Великобритания
В зону влияния Британии входили:
- Казацкие регионы — Всевеликое войско Донское, Кубанская народная республика и Терская область
- Грузия
- Армения
- Азербайджан
- Горская республика
- Остальная часть Кавказа — Ставропольская губерния